# Liste der brasilianischen Botschafter in Sri Lanka
Der brasilianische Botschafter residiert an der 16, Queen’s Road in Colombo.
Er ist regelmäßig bei der Regierung in Malé, Malediven akkreditiert und war dies bis 2003 auch bei der Regierung in Katmandu.
| Ernannt / Akkreditiert | Name                            | Bemerkungen           | ernannt von               | akkreditiert bei          | Posten verlassen |
| ---------------------- | ------------------------------- | --------------------- | ------------------------- | ------------------------- | ---------------- |
| 25. Mai 1962           | Luiz Aranha Pereira             |                       | Jânio Quadros             | Sirimavo Bandaranaike     | 16. Juni 1966    |
| 1966                   | Antônio Ferreira da Rocha       | Geschäftsträger       | Humberto Castelo Branco   | Dudley Shelton Senanayake | 1967             |
| 19. Nov. 1967          | Renato Firmino Maia de Mendonça |                       | Artur da Costa e Silva    | Dudley Shelton Senanayake | 11. Dez. 1967    |
| 2000                   | Vera Barrouin Machado           |                       | Fernando Henrique Cardoso | Ratnasiri Wickremanayake  | 2003             |
| 17. Aug. 2005          | José Vicente de Sá Pimentel     | Amtssitz in Neu-Delhi | Luiz Inácio Lula da Silva | Sirimavo Bandaranaike     |                  |
| 20. Sep. 2007          | Pedro Henrique Lopes Bório      |                       | Luiz Inácio Lula da Silva | Ratnasiri Wickremanayake  |                  |